# Grentzingen

Grentzingen este o comună în departamentul Haut-Rhin din estul Franței. În 2009 avea o populație de 542 de locuitori.

## Evoluția populației
| An        | 1975 | 1982 | 1990 | 1999 | 2006 | 2009 |
| --------- | ---- | ---- | ---- | ---- | ---- | ---- |
| Populație | 497  | 501  | 515  | 529  | 552  | 542  |